# Lido di Venezia

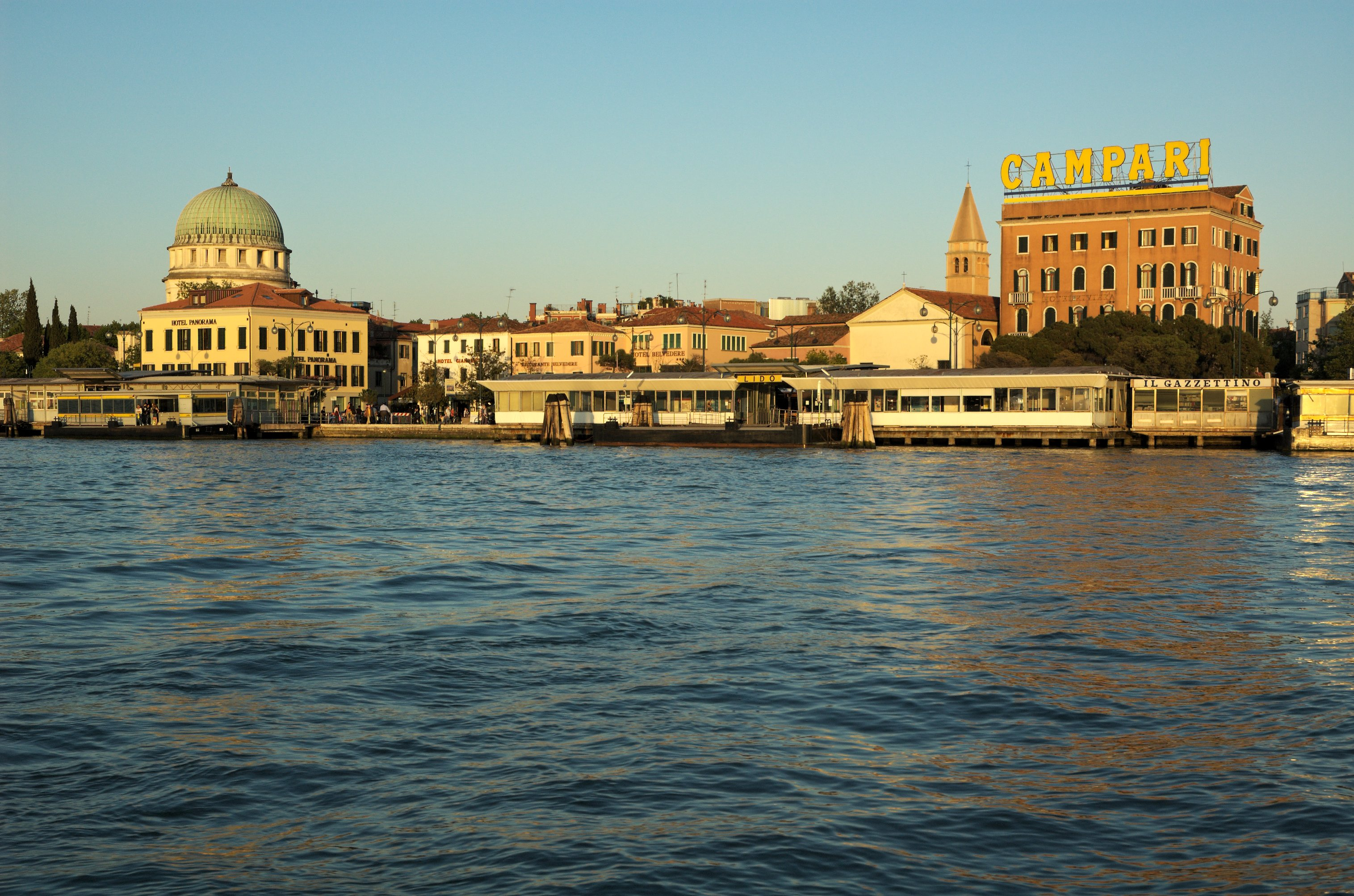
Terminalen Lido vaporetto

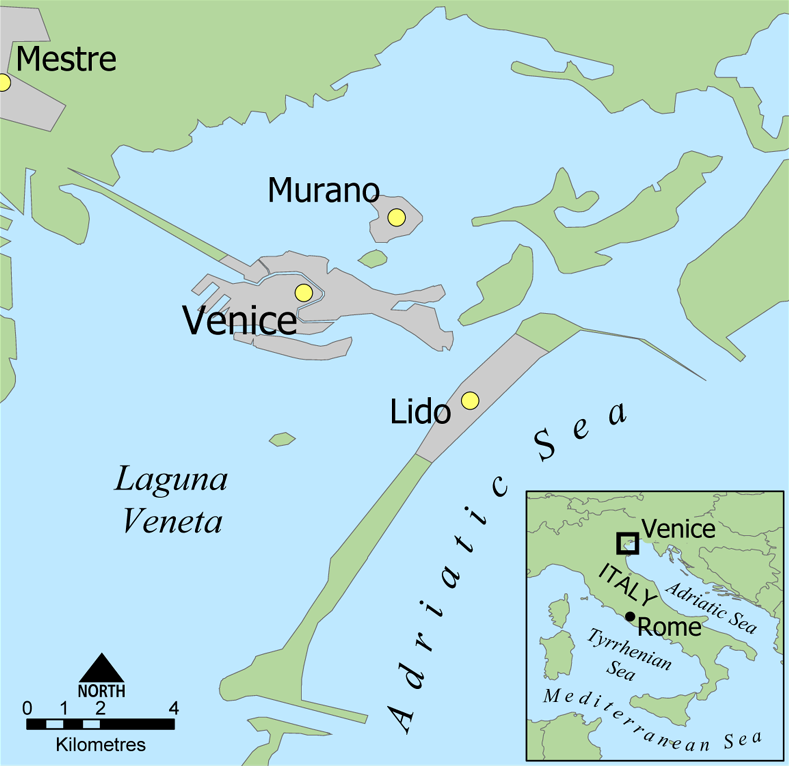
Lido och Laguna di Venezia

Ej att förväxla med Lido di Jesolo.
Lido di Venezia eller Lido är en ö som ingår i kommundelen Lido-Pellestrina i Venedigs kommun. Ön är en 11 km lång sandbank mellan Venediglagunen och Adriatiska havet. I juni 2010 hade ön 17 346 invånare. Den är även ett populärt turistmål, speciellt på sommaren då dess långa badstränder på östsidan mot havet är välbesökta. Namnet Lido syftar även på den tätbebyggda badort som upptar större delen av öns norra del.

## Geografi
Öns bebyggelse består av flera områden, från norr till söder tätorten Lido med områdena San Nicolò, Santa Maria Elisabetta, Città Giardino, Ca' Bianca och Malamocco, samt den mindre orten Alberoni vid öns sydspets. 2003 inleddes byggandet av översvämningsbarriären MO.S.E.. Sidan som vetter mot Adriatiska havet består huvudsakligen av en lång sandstrand med badplatser och badhotell. 
I San Nicolò ligger hamnen med bilfärjor till fastlandet och i Santa Maria Elisabetta ligger öns kommersiella centrum och hamnen med passagerarfärjor till Venedig. Gran Viale Santa Maria Elisabetta är en 700 meter lång aveny som går tvärs över ön mellan Santa Maria Elisabetta-kyrkan i väster och Grand Hotel des Bains i öster. Här ligger hotell, butiker och restauranger.
Alberoni ligger vid öns sydspets och här finns en golfbana och Fort San Nicolo.

## Historia
Från den andra historiskt belagda dogen Teodato Ipatos regering, under mitten av 700-talet, fram till år 812 hade dogerna av Venedig sitt säte i Malamocco i mitten av ön, varefter Venedigs administrativa säte permanent flyttades till Rialtoön. Vid mitten av 1000-talet uppfördes ett benediktinerkloster helgat åt Sankt Nikolaus vid öns norra ände. Här begravdes dogen Domenico I Contarini (död 1071).
Lido var plats för undertecknandet av freden i Venedig 1157 mellan den tysk-romerske kejsaren Fredrik Barbarossa och påven Alexander III, efter att kejsaren besegrats i slaget vid Legnano 1156. Vid fjärde korstågets början 1202 användes ön som lägerplats för tusentals korsfarare, som blev strandsatta här efter att inte ha kunnat betala Venedig för vidare transport med fartyg.

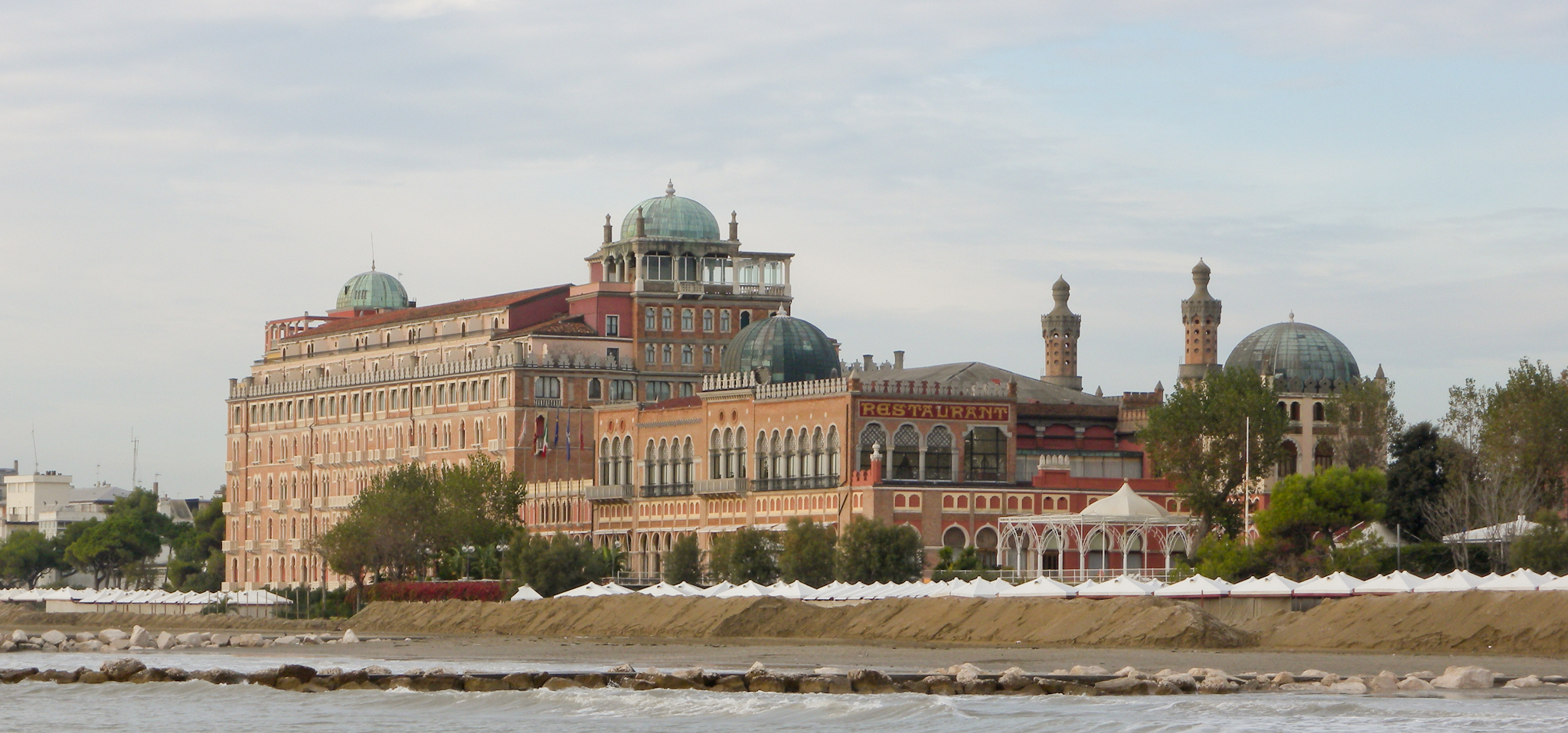
Grand Hotel Excelsior sett från nordost.

Lidos första havsbad öppnades 1857, och ön blev under följande decennier känd som en exklusiv badort, med många lyxhotell och strandbad. Termen Lido har sedan dess kommit att användas synonymt med en viss typ av utomhusbad. 1883 införlivades ön i Venedigs stadskommun. Sedan 1960-talet, då en fastighetsboom tog fart, är ön också ett populärt bostadsområde för lokalbor som valt att bosätta sig utanför Venedigs centrum.

## Kommunikationer
Ön nås med färjor, vaporetti, från Venedig och fastlandet. Lido är en av få öar i lagunen som har bilvägar och kan nås med bilfärja, samt har lokalbusstrafik. Det finns också ett litet flygfält, Aeroporto di Venezia-Lido, med en 994 meter lång gräsbana.

## Kultur och sevärdheter
Samhället Lido vid öns norra del har en rad exklusiva hotell och strandvillor från omkring sekelskiftet 1900, bland andra Grand Hotel Excelsior och Grand Hotel des Bains som är plats för Thomas Manns roman Döden i Venedig. Vissa av de tidigare hotellen är idag ombyggda till privatlägenheter.
Filmfestivalen i Venedig hålls årligen på ön omkring månadsskiftet augusti/september i Palazzo del Cinema. I närheten ligger även Venedigs historiska casinobyggnad från 1930-talet, Casino Munizipale, men casinoverksamheten har idag flyttat till centrala Venedig.
Stadsdelen Malamoccos församlingskyrka, Santa Maria Assunta, var ursprungligen tillägnad Madonna della Marina, "Vår fru av havet". Kyrkan ligger vid Piazza Maggiore och uppfördes i venetiansk-bysantinsk stil på 1100-talet, med senare ombyggnader omkring 1339 och 1557. I Malamocco ligger även Ponte Borgo, Palazzo Pretorio, Palazzo Podesta och ett 1500-talsmonument tillägnat släkten Pisani.